# 天祖神社 (江戸川区平井)
天祖神社（てんそじんじゃ）は、東京都江戸川区の神社。

## 歴史
創建年代は不明である。中平井村の鎮守であり、安養寺が別当寺であった。
当社本殿は、江戸時代後期の建築で、精巧な彫刻が施されており、江戸川区の文化財に指定されている。1874年（明治7年）に村社に列格している
当社の二つの鳥居には、注連縄がかけられている。この注連縄は銅製のもので、1928年（昭和3年）に地元住民から奉納されたものである。

## 文化財
- 天祖神社本殿 - 江戸川区指定有形文化財・建造物、平成6年2月22日告示[2]

## 交通アクセス
- 平井駅より徒歩10分（経路案内）。